# Incident dels llacs de Plitvice
L'incident dels llacs de Plitvice de març del 1991 (conegut en croat com a "Pàsqua sagnant de Plitvice", Krvavi Uskrs na Plitvicama / Plitviki Krvavi Uskrs) va ser un enfrontament entre el dispositiu de seguretat de la República de Croàcia i separatistes serbis armats. El resultat va ser de dos morts - un per cada costat - i va contribuir significativament en l'empitjorament de les tensions ètniques que havien de ser el detonant de la subsegüent Guerra de la independència croata.

## Antecedents
El maig de 1990, el partit HDZ encapçalat per Franjo Tuđman guanyava les primeres eleccions multipartit postcomunistes de Croàcia. Tuđman seguia una dura cursa nacionalista croata, defensant la independència respecte a Iugoslàvia. La gran majoria de les minories sèrbies de Croàcia s'hi oposava. Després de l'elecció de Tuđman, els nacionalistes serbis croats de la regió Krajina de Croàcia (fent frontera amb l'oest de Bòsnia i Hercegovina) es llançaven a una revolta armada en la qual els oficials governamentals croats eren expulsats per la força o s'excloïen d'una àmplia àrea del Krajina, lliurant el control dels municipis als serbis locals de Krajina o al novament establert Consell Nacional Serbi, dirigit per Milan Babić (per més tard convertir-se en el govern de la República sèrbia de Krajina). El procés no passava de la nit al dia sinó que prenia una quantitat considerable de temps, un any, per completar-se.
Els llacs de Plitvice són una àrea escènica i parc nacional de Croàcia, situat a la Krajina croata prop de la frontera bosniana, aproximadament 150 km cap al sud de la capital croata de Zagreb. Abans del 1995, l'àrea circumdant era principalment poblada de serbis i els llacs eren a la vora de l'àrea controlada pels serbis de Krajina. El parc nacional era, tanmateix, sota el control dels croats lleials al govern de Zagreb.

## El conflicte
El 29 de març de 1991, la direcció dels llacs de Plitvice era expulsada per l'exèrcit serbi de Krajina, presumptament amb el suport dels voluntaris paramilitars serbis sota les ordres de Vojislav Šešelj. La regió és relativament poc poblada i no hi havia cap amenaça òbvia cap als serbis locals. L'atac serbi del parc pot haver estat motivat per un desig de controlar la carretera estratègica que enllaçava el sud i el nord a través del parc, connectant les comunitats sèrbies de les regions de Lika i Banija. La pèrdua del parc nacional era un cop seriós cap a l'orgull nacional croat i la posició estratègica del govern a Krajina. El govern de Tuđman decidia reconquerir el parc per la força.
El diumenge de Pasqua, el 31 de març de 1991, la policia croata i les tropes paramilitars del Ministeri de l'Interior croat (MUP) ingressaven al parc per expulsar les forces sèrbies rebels. Els paramilitars serbis paraven una emboscada a un autobús que conduïa a la policia croata al parc nacional, a la carretera del nord de Korenica, fent esclatar una llarga batalla d'un dia entre els dos costats. Durant la baralla, dues persones - un policia croat i un de serbi - foren abatudes, vint foren ferits i a vint-i-nou paramilitars serbis i policies es feien presoners. Entre els presos hi havia Goran Hadžić, que més tard seria el president de la República sèrbia de Krajina.
La Presidència col·lectiva de Iugoslàvia rebia el brot de violència amb alarma i es reunia aquella mateixa nit per parlar de la situació a Plitvice. Per la insistència del representant de Sèrbia, Borislav Jović, i en contra dels desigs d'Eslovènia i Croàcia, s'ordenà la intervenció de l'Exèrcit Popular Iugoslau (JNA) per crear una zona intermèdia entre els dos costats i acabar amb el conflicte. Les unitats del JNA - manades, irònicament, per un coronel croat - s'hi desplaçaven l'endemà. El parlament serbi també es reuní en sessió d'emergència, tractant l'incident com a virtual casus belli i votant per oferir als serbis de Krajina "tota l'ajuda necessària" en el seu conflicte amb Zagreb.
El 2 d'abril, el JNA ordenava a la policia croata que abandonessin el parc, cosa que van fer. El General Andrija Rešeta, encarregat de l'operació, deia als mitjans de comunicació que els seus homes no estaven per protegir a ningú sinó només per evitar "confrontacions ètniques". Tanmateix, el govern croat reaccionava amb fúria al moviment del JNA. L'ajudant superior de Tuđman, Mario Nobilo, afirmava que el JNA "els havia dit bastant literalment que si no evacuaven Plitvice liquidarian la nostra policia" i Tuđman mateix donava un avís per la ràdio croata de què si l'exèrcit continuava les seves activitats es consideraria com a exèrcit hostil d'ocupació.
Tot i que la intervenció reeixida del JNA donava un final a la baralla, tenia l'efecte de consolidar les primeres línies a la regió i evitar altres operacions croates contra els rebels serbis. Uns quants mesos més tard, el brot de guerra a gran escala també afectava al parc nacional que queia fermament en mans dels serbis de Krajina, aquesta vegada amb el suport ple del JNA. El control governamental dels llacs de Plitvice no es restauraria finalment fins després de l'Operació Tempesta de l'agost de 1995.